# Tomas Staniulis
Tomas Staniulis (ur. 1 listopada 1976 r. w Połądze) – litewski prozaik młodego pokolenia. Opublikował zbiór opowiadań Į riedantį traukinį (W jadący pociąg; 1998) oraz powieści Herbas ir varlės (Herb i żaby; 2003) i Uranas-235 (2004). Mieszka w Wilnie.